# Prizrak brodit po Evrope
Prizrak brodit po Evrope (ryska: Призрак бродит по Европе, fritt översatt: Ett spöke hemsöker Europa) är en sovjetisk stumfilm från 1923, regisserad av Vladimir Gardin. Filmen är baserad på Edgar Allan Poes novell Röda dödens mask från 1842.

## Handling
Filmen utspelar sig i ett fiktivt tillstånd där en revolution är på väg. Kejsaren lämnar huvudstaden till ett avlägset hörn av landet och träffar dottern till en fiskare som förvisades för att ha deltagit i revolutionen. De blir kära i varandra, men de kan inte vara tillsammans.

## Rollista
- Zoja Barantsevitj – kejsarinnan
- Oleg Frelich – kejsaren
- Iona Talanov – Kammarherre
- Vasilij Kovrigin – Elkas far, en gammal fiskare
- Lidija Iskritskaja-Gardina – Elka, en ung fiskare
- Ivan Kapralov – lots
- Vladimir Jegorov – Chmuryj
- Karl Tomskij
- Jevgenij Grjaznov [2]